# Route nationale 65
La route nationale 65 (RN 65 o N 65) è stata una strada nazionale francese lunga 264 km che partiva da Neufchâteau e terminava a Bonny-sur-Loire.

## Percorso
Si staccava dalla N64 e si dirigeva verso sud-ovest, passando per Liffol-le-Grand. Questo primo tratto, fino a Chaumont, fu destinato nel 1972 alla N74 per poi venire declassato nel 2005 a D674. Dopo Chaumont la strada proseguiva verso sud-ovest, oggi col nome di D65 nell’Alta Marna e di D965 per tutti i successivi dipartimenti.
A partire da Châtillon-sur-Seine la strada prendeva un’altra direzione, verso est. Incrociava la N5 a Tonnerre e la N6 ad Auxerre, quindi terminava a Bonny-sur-Loire all’innesto sulla N7. Oggi dell’originaria statale rimane classificato come route nationale soltanto il collegamento tra l’A6 ed Auxerre.